# Supercupa Greciei
Supercupa Greciei (greacă Σούπερ Καπ Ελλάδος) sau oficial cunoscută în trecut ca Cupa Prieteniei și Solidarității (greacă Κύπελλο Φιλίας και Αλληλεγγύης), este competiția fotbalistică de supercupă din Grecia, disputată între campioana din Superliga Greacă și câștigătoarea Cupei Greciei.

## Istorie
În ideea PSAT, supercupa a fost organizată pentru prima dată în 1980. Din diverse motive, instituția a fost întreruptă până în 1987. Atunci OEB a înființat competiția „câștigătoarea-cupă-campionat” numită Cupa Prieteniei și Solidaritate, care s-a desfășurat intermitent până în 1996. În zece ani au fost șapte finale: 1987-1989, 1992 până în 1994 și 1996. Apoi a fost desființată, în principal din cauza dificultății de a controla fanatismul în meciurile derby. B.C. în 1990, meciul dintre campionii Panathinaikos și cupei Olympiacos a fost decis să fie abandonat, de teama unor incidente din cauza atmosferei tensionate provocate de transferul lui Stratos Apostolakis de la acesta din urmă la primul. Nici în 1991 și 1995 nu au fost meciuri, ani în care PAO a făcut dubla, dar nici în 1997 (OSFP-AEK), 1998 (OSFP-Panionios). A urmat dubla lui Olympiakos (1999) și interesul în general pentru continuarea competiției a scăzut, în ciuda faptului că meciurile puteau avea loc în următorii ani: 2000 (OSFP-AEK), 2001 (OSFP-PAOK), 2002 (OSFP-AEK). ), 2003 (OSFP-PAOK). În perioada de trei ani 2004-2006, PAO (2004) și OSFP (2005, 2006) au câștigat eventul.
În 2007, Superliga a readus instituția sub denumirea de Supercupă, dar nu a continuat, deoarece în anii următori Olympiacos (2008 și 2009) și PAO (2010) au câștigat dubla. În 2011, meciul dintre campioana Olympiakos și câștigătorul cupei AEK a fost planificat, dar nu a avut loc niciodată din motive necunoscute. A urmat dublu la Olympiakos (2012, 2013), astfel că evenimentul a fost întrerupt.

## Stadioane

Stadionul Olimpic din Atena gazda Jocurilor Olimpice din 2004.

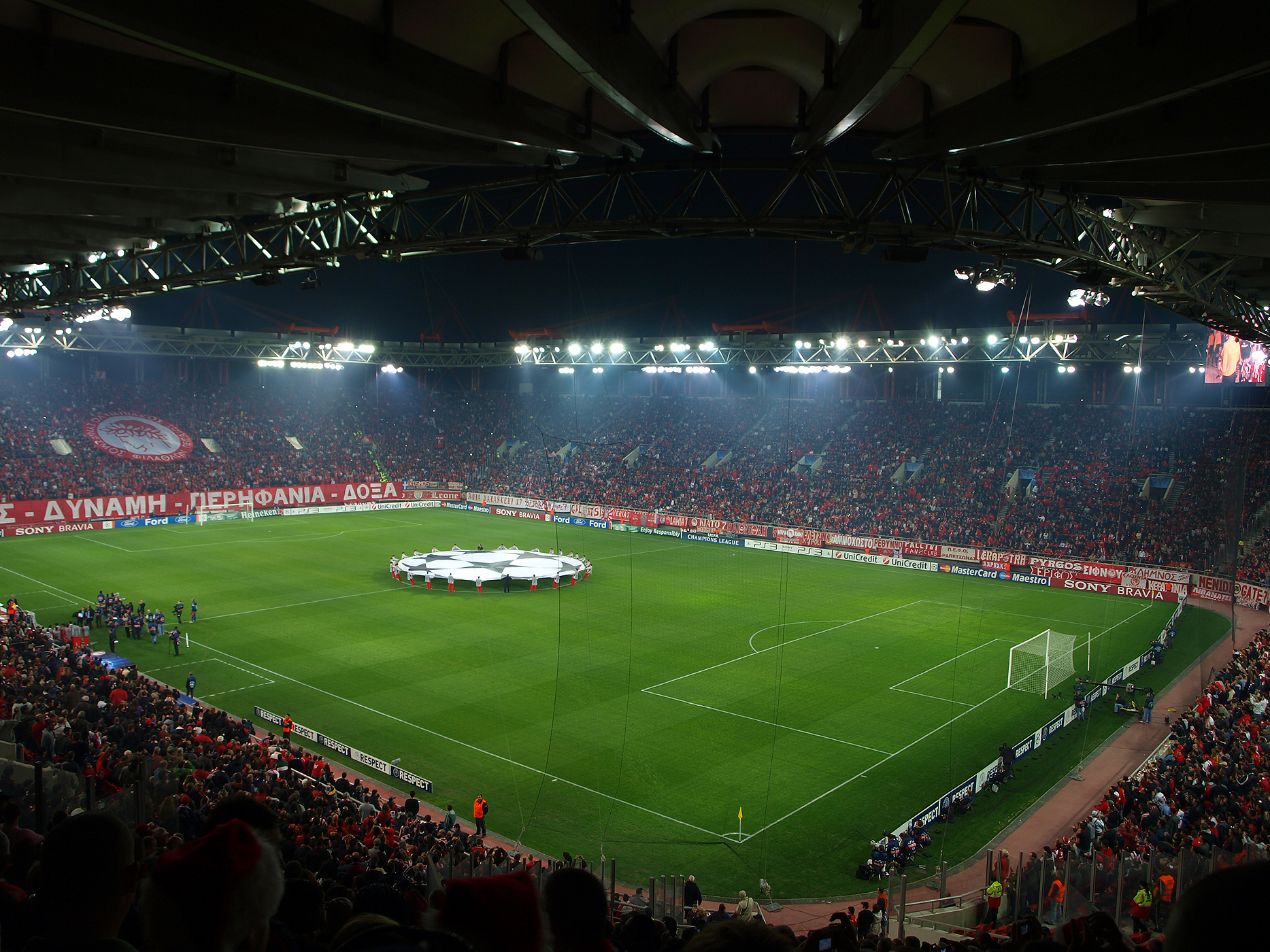
Stadionul Georgios Karaiskakis.

În anii 1987, 1988, 1989, 1992, 1993 și 1994, meciurile din Cupa Prieteniei și Solidarității s-au desfășurat pe Stadionul Olimpic din Atena, în timp ce în 1980, 1996 și 2007 au avut loc pe Stadionul Karaiskakis.

## Format
Meciurile au avut loc într-o singură manșă, iar în cazul în care nu a avut niciun câștigător în timpul regulamentar, au existat 30 de minute de prelungiri și dacă tot nu a existat un câștigător, atunci câștigătorul a fost decis prin lovituri de departajare, care a fost necesare doar de două ori: în 1989 și 1996.

## Ediții

### Neoficiale
| Sezon | Câștigătoare | Scor | Finalistă | Stadion                      |
| ----- | ------------ | ---- | --------- | ---------------------------- |
| 1980  | Olympiacos   | 4–3  | Kastoria  | Stadionul Karaiskakis, Atena |

- Meciul din 1980 a fost organizat de Asociația Greacă a Presei Sportive.[2]

### Official edition
| Season | Winner        | Score          | Runner-up     | Venue                        |              |
| ------ | ------------- | -------------- | ------------- | ---------------------------- | ------------ |
| 1987   | Olympiacos    | 1–0            | OFI           | Stadionul Olimpic, Atena     |              |
| 1988   | Panathinaikos | 3–1            | Larissa       | Stadionul Olimpic, Atena     |              |
| 1989   | AEK Atena     | 1–1 (6-5 pen.) | Panathinaikos | Stadionul Olimpic, Atena     |              |
| 1990   | nu s-a ținut  | nu s-a ținut   | nu s-a ținut  | nu s-a ținut                 | nu s-a ținut |
| 1991   | nu s-a ținut  | nu s-a ținut   | nu s-a ținut  | nu s-a ținut                 | nu s-a ținut |
| 1992   | Olympiacos    | 3–1            | AEK Atena     | Stadionul Olimpic, Atena     |              |
| 1993   | Panathinaikos | 1–0            | AEK Atena     | Stadionul Olimpic, Atena     |              |
| 1994   | Panathinaikos | 3–0            | AEK Atena     | Stadionul Olimpic, Atena     |              |
| 1995   | nu s-a ținut  | nu s-a ținut   | nu s-a ținut  | nu s-a ținut                 | nu s-a ținut |
| 1996   | AEK Atena     | 1–1 (9-8 pen.) | Panathinaikos | Stadionul Karaiskakis, Atena |              |
| 1997   | nu s-a ținut  | nu s-a ținut   | nu s-a ținut  | nu s-a ținut                 | nu s-a ținut |
| 1998   | nu s-a ținut  | nu s-a ținut   | nu s-a ținut  | nu s-a ținut                 | nu s-a ținut |
| 1999   | nu s-a ținut  | nu s-a ținut   | nu s-a ținut  | nu s-a ținut                 | nu s-a ținut |
| 2000   | nu s-a ținut  | nu s-a ținut   | nu s-a ținut  | nu s-a ținut                 | nu s-a ținut |
| 2001   | nu s-a ținut  | nu s-a ținut   | nu s-a ținut  | nu s-a ținut                 | nu s-a ținut |
| 2002   | nu s-a ținut  | nu s-a ținut   | nu s-a ținut  | nu s-a ținut                 | nu s-a ținut |
| 2003   | nu s-a ținut  | nu s-a ținut   | nu s-a ținut  | nu s-a ținut                 | nu s-a ținut |
| 2004   | nu s-a ținut  | nu s-a ținut   | nu s-a ținut  | nu s-a ținut                 | nu s-a ținut |
| 2005   | nu s-a ținut  | nu s-a ținut   | nu s-a ținut  | nu s-a ținut                 | nu s-a ținut |
| 2006   | nu s-a ținut  | nu s-a ținut   | nu s-a ținut  | nu s-a ținut                 | nu s-a ținut |
| 2007   | Olympiacos    | 1–0            | Larissa       | Stadionul Karaiskakis, Atena |              |
| 2008   | nu s-a ținut  | nu s-a ținut   | nu s-a ținut  | nu s-a ținut                 | nu s-a ținut |
| 2009   | nu s-a ținut  | nu s-a ținut   | nu s-a ținut  | nu s-a ținut                 | nu s-a ținut |
| 2010   | nu s-a ținut  | nu s-a ținut   | nu s-a ținut  | nu s-a ținut                 | nu s-a ținut |
| 2011   | nu s-a ținut  | nu s-a ținut   | nu s-a ținut  | nu s-a ținut                 | nu s-a ținut |
| 2012   | nu s-a ținut  | nu s-a ținut   | nu s-a ținut  | nu s-a ținut                 | nu s-a ținut |

## Performanță după club
Note: Titlurile neoficiale sunt marcate cu „italice”, anii câștigători sunt marcați cu îngroșate.
| Club          | Trofee | Finale | Anii trofeelor                |
| ------------- | ------ | ------ | ----------------------------- |
| Olympiacos    | 4      | 0      | 1980, 1987, 1992, 2007        |
| Panathinaikos | 3      | 2      | 1988, 1989 , 1993, 1994, 1996 |
| AEK Athens    | 2      | 3      | 1989, 1992, 1993, 1994, 1996  |
| AEL           | —      | 2      | 1988, 2007                    |
| Kastoria      | —      | 1      | 1980                          |
| OFI           | —      | 1      | 1987                          |

## Meciurile detaliat

### Neoficial
| Olympiacos                                     | 4–3    | Kastoria                      |
| ---------------------------------------------- | ------ | ----------------------------- |
| Ahlström 5, 18' Xanthopoulos 71' Kokolakis 84' | Raport | Voitsidis 70, 82' Kopanos 76' |

### Oficiale
| Olympiacos       | 1–0    | OFI |
| ---------------- | ------ | --- |
| Xanthopoulos 65' | Raport |     |

| Panathinaikos                 | 3–1    | Larissa        |
| ----------------------------- | ------ | -------------- |
| Nielsen 27, 64' Kalantzis 58' | Raport | Mitsibonas 59' |

| AEK Atena   | 1–1 6–5 pen. | Panathinaikos     |
| ----------- | ------------ | ----------------- |
| Vlachos 41' | Raport       | Christodoulou 78' |

| Olympiacos                                  | 3–1    | AEK Atena      |
| ------------------------------------------- | ------ | -------------- |
| Batista 34' Tsalouchidis 54' Karapialis 60' | Raport | Alexandris 31' |

| Panathinaikos | 1–0    | AEK Atena |
| ------------- | ------ | --------- |
| Saravakos 22' | Raport |           |

| Panathinaikos                             | 3–0    | AEK Atena |
| ----------------------------------------- | ------ | --------- |
| Ouzounidis 30' Apostolakis 76' Markos 86' | Raport |           |

| AEK Atena    | 1–1 9–8 pen. | Panathinaikos |
| ------------ | ------------ | ------------- |
| Savevski 88' | Raport       | Alexoudis 90' |

| Olympiacos    | 1–0    | Larissa |
| ------------- | ------ | ------- |
| Mitroglou 39' | Raport |         |

## Cupa Ligii 1990
În 1990 Supercupa a fost înlocuită cu un eveniment numit Cupa Ligii care nu a mai fost propus în anii următori.
| Data       | Câștigătoare | Scor | Finalistă  | Stadion                            |
| ---------- | ------------ | ---- | ---------- | ---------------------------------- |
| 2 iun 1980 | AEK Atena    | 3–2  | Olympiacos | Stadionul Olimpic din Atena, Atena |